# بنر جانستون
بنر جانستون (انگلیسی: Banner Johnstone; ۱۱ نوامبر ۱۸۸۲ – ۲۰ ژوئن ۱۹۶۴) قایقران روئینگ اهل بریتانیا بود.